# La Porte-du-Der
La Porte-du-Der é uma comuna francesa na região administrativa do Grande Leste, no departamento do Alto Marna. Estende-se por uma área de 47.23 km², e possui 2.290 habitantes, segundo o censo de 2018, com uma densidade de 48 hab/km².
Foi criada, em 1 de janeiro de 2016, a partir da fusão das antigas comunas de Montier-en-Der e Robert-Magny.